# SATUS

Logo

SATUS (en allemand Schweizerischer Arbeiter-, Turn- and Sportverband, parfois traduit en français par Fédération ouvrière suisse de gymnastique et de sport) est la fédération suisse du sport travailliste.
Affiliée à la Confédération sportive internationale du travail et au Swiss Olympic Association, SATUS est une fédération multi-sport divisée en plusieurs sections cantonales ou régionales.